# Титсинг, Исаак
Исаак Титсинг (нидерл. Isaac Titsingh; 10 января 1745, Амстердам — 2 февраля 1812, Париж) — голландский хирург, представлявший интересы Голландской Ост-Индской компании в отношениях с сёгунатом Токугава и цинскими богдыханами.
Как глава бенгальского отделения компании Титсинг соперничал с британцем Чарлзом Корнуоллисом за право установить наиболее выгодные торговые отношения с закрытыми для европейцев государствами Восточной Азии. В 1779—1784 годах дважды был удостоен аудиенций у сёгуна в Эдо. В 1794—1795 годах совершил путешествие в Пекин, где довольно удачно представлял голландские интересы при дворе китайского императора Цяньлуна. Похоронен в Париже на кладбище Пер-Лашез.